# Моніка Вітті

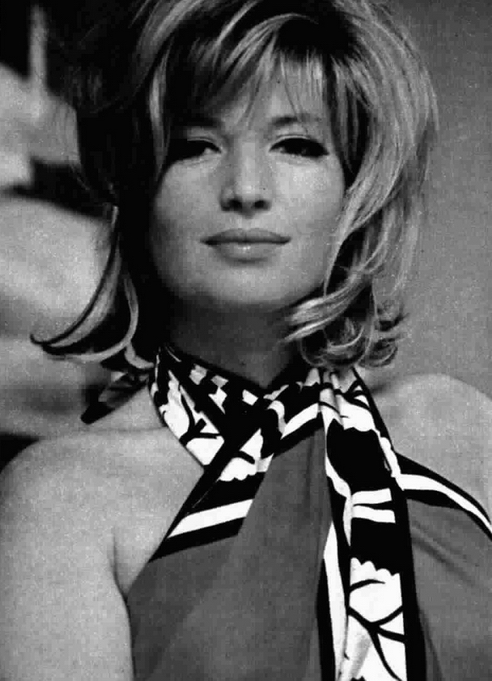
Моніка Вітті (1970)

Марія Луїза Чечареллі (італ. Maria Louisa Ceciarelli), відома як Моніка Вітті (італ. Monica Vitti; 3 листопада 1931, Рим — 2 лютого 2022, Рим) — італійська акторка театру і кіно 1960-х—1980-х років, що прославилася ролями у кінодрамах режисера Мікеланджело Антоніоні та «комедіях по-італійськи». 5 разів удостоєна премії «Давид ді Донателло» за найкращу головну жіночу роль (більше за всю історію лише у Софі Лорен), 12-разова лауреатка премії «Золотий глобус», тричі здобула «Срібну стрічку» та має інші нагороди.

## Життя та творчість

### Ранні роки
Народилася Марія Луїза Чечареллі 1931 року в Римі, у простій католицькій родині. Мати була родом з Болоньї, а батько з Рима. У дитинстві 8 років Моніка прожила в Мессіні через роботу батька, який був інспектором із зовнішньої торгівлі. Дитинство Моніки не було щасливим, її стосунки з суворими батьками завжди були напруженими: донька ставала свідкою постійних сімейних конфліктів й в усьому мусила підкорятися їм. Моніка була третьою дитиною та єдиною донькою в родині, батьки більше піклувалися про її старших братів і майже не приділяли їй уваги. Вона часто доношувала одяг за братами, «відчувала себе повною нікчемою». Оскільки Моніка не любила холод, вона багатошарово одягалася, через що її називали «ніженкою», або «сім спідниць» («setti vistìni»), згодом це домашнє прізвисько стало назвою автобіографічної книги акторки. Моніка змалку хотіла стати акторкою, хоча члени її родини не цікавилися кінематографом. Свою пристрасть до театру вона вперше проявила на Сицилії, у 12 років, під час бомбардувань, коли влаштовувала вистави для братів, щоб відвернути їхню увагу від жахів Другої світової війни.
Потім вона переїхала з родиною у Неаполь, в район Вомеро. Але після початку бомбардувань Неаполя — їм довелося переїхати у Рим, де у 14 років Моніка дебютувала на сцені невеликого місцевого театру у виставі «Противник», де зіграла матір 45 років, яка втратила сина у війні. Батьки були проти її театральної кар'єри, на думку матері, сцена могла «занапастити душу і тіло» її дочки. Мати погрожувала Моніці словами: «Ніколи, ти ніколи не гратимеш! […] Тільки через мій труп!». Виступи на сцені допомагали Моніці на деякий час залишати «похмуре життя» родинного оточення. За її словами, вже після першого виступу на сцені вона вперше відчула себе «вільною, безтурботною, щасливою», що «вперше в житті все було добре».

### Акторська освіта та перші ролі
Після закінчення школи, коли Моніці було 18 років, її родина — брати та батьки — емігрували до США. Але вона вирішила залишитися в Італії і в 19 років вступила до Національної академії драматичного мистецтва, яку успішно закінчила. Перша спроба вступу була невдалою. Викладачі заявили, що в неї слабкі голосові зв'язки й відправили додому. Наступного дня Вітті пішла до лікарні, де благала лікаря видати їй довідку про те, що з її голосовими зв'язками все гаразд. Вражений лікар написав, що вона цілком здорова. І її прийняли в академію, в жовтні 1951 року вона почала навчання під керівництвом Сільвіо д'Аміко та Серджо Тофано. За словами акторки, її батьки цього часу, як і раніше, не сприймали її професію й соромилися її перед іншими, вихваляючи при цьому її братів, один з яких став юристом, а інший — журналістом. З самого початку навчання Моніка Вітті одразу продемонструвала нетрадиційний темперамент і поведінку, її вважали нонконформісткою, оскільки вона не користувалася косметикою й майже завжди носила чорний одяг.
Після успішного закінчення Академії 1953 року Вітті почала плідну театральну кар'єру, протягом якої показала себе різноплановою акторкою, граючи у п'єсах таких класиків, як Шекспіра, Мольєра, Толстого, Достоєвського, Чехова, Маріво, Брехта, Йонеско, Осборна та сучасних італійських драмарургів. Особливо значним досвідом театральної гри була робота у виставах «Мандрагола» і «Пригоди синьйора Бонавентури», поставлених її колишнім педагогом Серджо Тофано, де вона вперше продемонструвала талант комедійної акторки.
За порадою Тофано, акторка вирішила взяти собі псевдонім «Моніка Вітті», який складався з «більш артистичниго» ім'я та прізвища. «Вітті» з'явилося з прізвища матері — Аделіни Віттільї; а ім'я «Моніка» — вибране з книги, яку вона щойно прочитала, бо воно «звучало краще». 1955 рік став важливим періодом театральної кар'єри. Відбувся її дебют у ролі Маріани в опері Мольєра «Аваро», поставленій Алессандро Ферсеном в театрі «Олімпіко» у Віченці; а наступного року, на тій самій сцені, вона зіграла роль Офелії у «Гамлеті», поставлену Ріккардо Баккеллі. 1956 року Моніка Вітті грала головну героїню вистави «Белла» письменника Чезаре Меано в Театро дель Конвеньйо в Мілані під керівництвом Енцо Ферр'єрі. Окрім цього, виступала у серії комедійних одноактних вистав у римському театрі «Арлекіно». Окрім цього з середини 1950-х акторка почала з'являтися на телебаченні, де грала у виставах («Плоди освіти» (1955), «Єпископ» (1956) тощо) та передачах («Я знаю, що ти маска» (1955)).
За словами Вітті, на початку кар'єри вона не збиралася ставати кіноакторкою, бо їй більше подобалося працювати в театрі. До того ж, знайомі кіноагенти казали їй, що з такими зовнішними даними вона ніколи не стане відомою кіноакторкою. Успіхом у ті часи користувалися акторки-шатенки з осиною талією та пишними грудьми, зокрема Джина Лоллобриджида, Софі Лорен, Лючія Бозе, тоді як висока та худорлява Вітті (при зрості 170 см вона важила всього 56 кг) блондинка з сумними очима, не підходила на роль секс-символу. Від першої пропозиції знятися в кіно — відмовилася через те, що режисер Лучано Еммер хотів, щоб для знімання у фільмі «Дівчина з площі Іспанії» (1952) вона зробила пластичну операцію і змінила форму свого носа, який акторка завжди вважала нормальним. Надалі Вітті запропонували знятися у комедії «Сміятися! Сміятися! Сміятися!» (1955), яка стала її дебютом у кіно. Перша кінороль не привернула уваги режисерів, тому їй протягом наступних кількох років пропонували переважно незначні ролі.

### Перший успіх

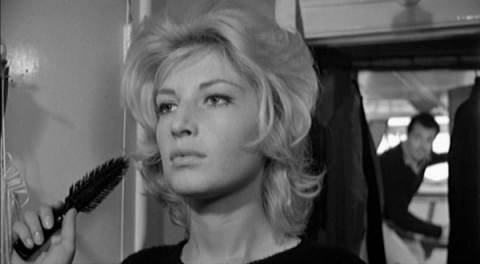
Моніка Вітті у фільмі «Пригода» (1960)

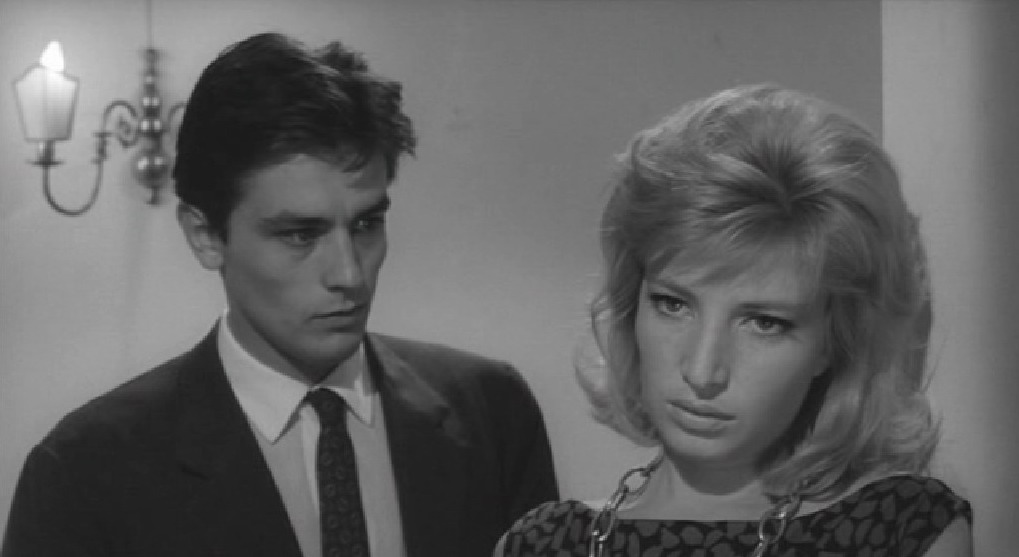
Ален Делон і Моніка Вітті, фільм «Затемнення» (1962)

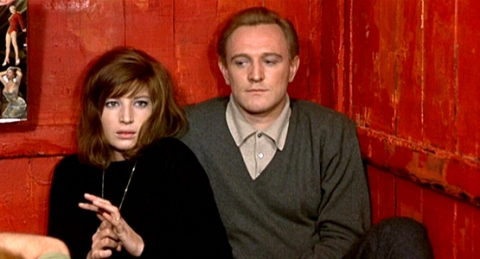
Моніка Вітті і Річард Гарріс у фільмі «Червона пустеля» (1964)

Працюючи в театрі під керівництвом Мікеланджело Антоніоні, який у 1957—1960 роках поставив кілька вистав з Вітті й навіть спеціально для неї написав п'єсу «Таємний скандал». У акторки почалися стосунки з режисером, що перепліталися з мистецькою діяльністю. За визнанням публіки, Вітті стала «музою» Антоніоні, сам режисер казав, що вона «безумовно надихає мене, тому що мені подобається спостерігати за нею та спрямовувати її, але ролі, які я їй даю, далекі від її власного характеру». Зокрема, заінтригував Антоніоні і хрипкий голос акторки, через що він залучив її до дублювання головної ролі у його фільмі «Крик» 1957 року. Знайомство Вітті з Антоніоні стало поворотним моментом у її житті. Хоча до цього Вітті виконала одну з головних ролей у комедії «Трійця» 1958 року, вона досі вважалась маловідомою акторкою. Надалі режисер не лише знімав її у своїх фільмах, але й вплинув на її особистість, зокрема навчав її самоповазі та аристократичним манерам, вона змінила зовнішність, зокрема почала носити відкрите вбрання і взуття на підборах.
Першою спільною роботою Вітті та Антоніоні став фільм «Пригода» 1960 року, який одразу ж зробив її знаменитою та «емблемою» епохи 1960-х. Надалі «Пригода» увійшла в так звану «трилогію відчуження» Антоніоні, яка складалася з таких кінодрам: «Ніч» (1961) з Марчелло Мастроянні та Жанною Моро, «Затемнення» (1961), де її партнером був Ален Делон, а потім туди ще й стали відносити «Червону пустелю» (1964) за участю Річарда Гарріса. У всіх цих фільмах Вітті грала головні ролі. За словами акторки: «Моя робота у фільмі „Пригода“ збагатила всі мої відчуття і в творчому, і в людському плані». Її героїні у цих фільмах були сучасними італійками, які болісно страждають від туги, самотності, безглуздості існування; вони шукають порозуміння з оточуючими, прагнуть подолати самотність. Спочатку фільм «Пригода» під час показу на Каннському кінофестивалі 1960 року отримав негативну реакцію, публіка його освистала, Антоніоні звинуватили в надто затягнутому і беззмістовному сюжеті. Публіці не сподобалося що сюжет фільму, не розкривши таємниці зникнення героїні Анни, завершився сексуальною інтерлюдією між нареченим зниклої жінки (у виконанні Габріеле Ферцетті) та її найкращою подругою — Клаудією, яку грала Вітті. Під час показу Вітті втекла із зали в сльозах, коли її найщиріші сцени зустріли сміх, а Антоніоні вважав що його кінокар'єра завершена. Але надалі ставлення до фільму було переглянуто, тоді низка кінематографістів на чолі з Роберто Росселліні написала звернення у захист «Пригоди», після чого Антоніоні здобув спеціальний приз журі фестивалю, а Вітті отримала перші у своїй кар'єрі нагороди «Золотий глобус» і «Срібна стрічка» як найкраща акторка. Акторка стала міжнародною зіркою, високо оцінювалася її гра, зокрема «The New York Times» писав, що «розчарований вигляд Вітті чудово передає нереальну ауру її героїнь». А самі фільми Антоніоні стали класикою кінематографу. 1962 року британський кіножурнал «Sight & Sound» оголосив «Пригоду» другим найкращим фільмом із коли-небудь створених після «Громадянина Кейна» й він увійшов в історію світового кінематографу як одна з найвпливовіших картин, а Вітті вважала свою роль Клаудії у ній — найулюбленішою серед картин Антоніоні.
Після «Пригоди» Вітті почали регулярно пропонувати кіноролі й щорічно знімати інші режисери, серед яких були й іноземні (Роже Вадим у «Замку в Швеції» та Жак Баратьє у «Драже з перцем», обидва фільми 1963 року). Також 1966 року Вітті запрошували знятися у фільмі «Ґран-прі» Джона Франкенхаймера, де її включили до міжнародного акторського складу на чолі з Джеймсом Гарнером, Тосіро Міфуне та Івом Монтаном, але вона відмовилася. Вітті казала, що Антоніоні «відкрив» її для кіно, після цього акторка стала однією з найгламурніших фігур на міжнародній кіносцені, вона була постійно присутня в Каннах та інших міжнародних заходах.

### Перехід на комедійні ролі
Після ролей у фільмах Антоніоні Моніка Вітті викликала асоціації «живого символу приреченої жінки з тяжкою долею», тоді як вона сама, попри «драматичний темперамент», хотіла показати себе багатогранною акторкою, здатною грати у різних жанрах, зокрема комедіях. На той час комедії вважалися модним кіножанром в Італії, вони поєднували прямолінійні жарти з критикою соціальних проблем. Надалі відбулося переосмислення акторкою своєї кар'єри, після якого вона основний ухил робила на ролі в комедіях, серед яких були як фільми високої якості, так і ті, що відносилися до розважально-комерційного кіно. Протягом 1960-х років Вітті зіграла у низці комедій, зокрема: з Альберто Сорді та Сільваною Мангано у «Літаючій тарілці» (1964); з Джорджо Альбертацці у «Я одружився з тобою заради забави» (1967), фільм приніс їй нагроду «Золотий глобус» як «Найкращій акторці»; з американським актором Тоні Кертісом у «Поясі цнотливості» (1967); з Жаном Сорелем в «Убий мене швидше, мені холодно» (1967). Крім цього, вона знялася у комедіях, які сладалися з кількох новел: «Лялечки» (1965), «Феї» (1966).
1966 року Вітті зробила спробу утвердитися в англомовному кіно, що зазнала невдачі. Вона зіграла головну роль ватажка міжнародної гангстерської банди у комедії «Модесті Блейз» британського режисера Джозефа Лоузі, який був зовсім не схожим на її попередні картини, створеним за однойменним коміксом Пітера О'Доннелла. У фільмі разом з нею грали Теренс Стемп, Дірк Богард і Розелла Фальк. Її героїня отримала прізвисько «Джеймса Бонда у спідниці». Газета «Нуво Кандід» писала про цю роль: «Жіночна до кінчиків нігтів, Модесті в той же час фахівчиня з усіх видів боротьби, з метання ножів, зі стрільби з револьвера, з лука, з карабіну, з кулемета… Вона спокушає і стріляє з однаковим умінням».

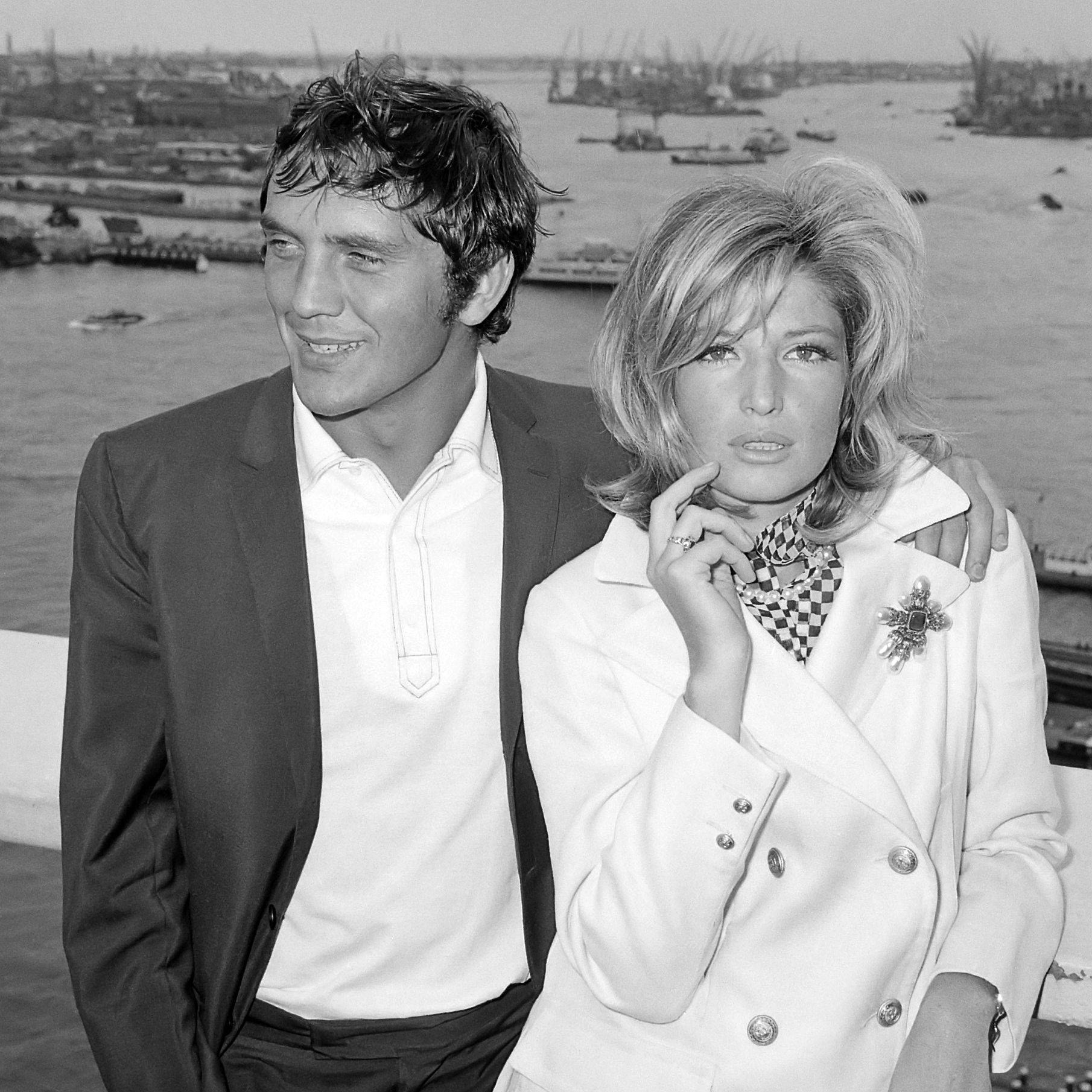
Моніка Вітті і Теренс Стемп, 1965 рік

Остаточно затвердили в очах публіки за Вітті амплуа жвавої комедійної акторки стали її ролі фільмах «Дівчина з пістолетом» (1968) Маріо Монічеллі, та «Любове моя, допоможи мені» (1969) Альберто Сорді. За словами Вітті обидві комедії розкривали соціальні проблеми суспільства, а комічна форма викладу робила їх зрозумілішими. Картину Сорді вона вважала присвяченою тим самим проблемам некомунікабельності, нестійкості почуттів в сучасному суспільстві, які підіймав Антоніоні. А картина Монічеллі висміювала середньовічні сицилійські звичаї, які дожили до сучасності. «Дівчина з пістолетом» став першим італійським фільмом, задуманим і побудованим на комічних навичках акторки (Вітті), яка грала головну героїню. Монічеллі згадував про роботу з Вітті словами: «Хоча вона знімала фільми з Антоніоні, де вона грала персонажок німого кіно, таємничих персонажок з інших часів, у житті вона була жвавою, смішною, сповненою гумору». Фільм мав великий комерційний успіх та став одним із найзапам'ятовуваних в кар'єрі Вітті, вона отримала за нього низку нагород: «Давид ді Донателло», «Срібну стрічку», «Золотий глобус», «Золотий кубок» за найкращу головну жіночу роль. 1968 року Вітті отримала звання найкращої акторки року. А після виходу комедії «Любове моя, допоможи мені» італійські видання заявили: «Альберто Сорді назавжди перетворив Моніку Вітті на комічну акторку». Сама акторка казала: «Я зрозуміла, що я маю комедійний талант, коли переказувала трагічні ролі так, що мої друзі в академії сміялися. Тільки потім я зрозуміла, який це був незвичайний дар».
[...] Тим, хто бачив її виступи в римському театрі імені Гольдоні або чув, як вона читає вірші під час політичної маніфестації, просто неможливо було б уявити її у ролі кінозірки на кшталт Мерилін Монро чи Софі Лорен. І все-таки Моніка Вітті явила нам високий зразок трансформації, круто змінивши свою кар'єру і зробивши непередбачуваний поворот. Це було особливо несподівано після її успішного співробітництва з Антоніоні, у чотирьох фільмах якого вона створила образ ранимої, анемічної істоти, яка живе у світі відчуження та некомунікабельності, у суспільстві, дочкою якого вона сама є, та доведеної цим суспільством майже до психічного розладу. Важко було тоді припустити, що акторка раптом обере долю діви — кумира широкої публіки. А змінивши свій «маршрут» у кіно, Моніка змінює і свій спосіб життя: тепер вона вся у владі журналістів, бере участь у різних фестивалях — загалом остаточно входить у роль кінозірки— італійський критик Массімо Міда

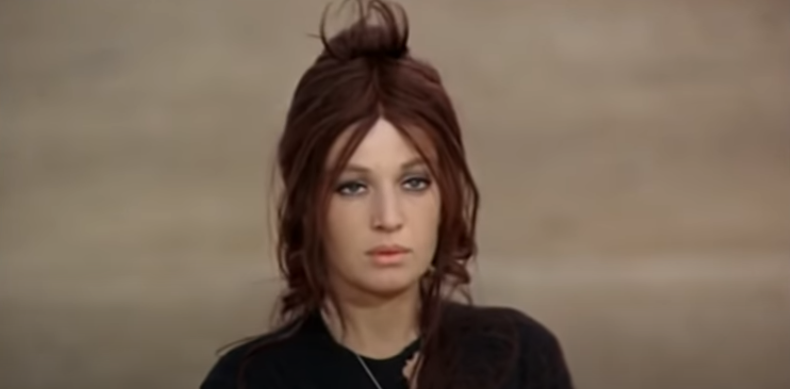
Моніка Вітті у фільмі «Дівчина з пістолетом» (1968)

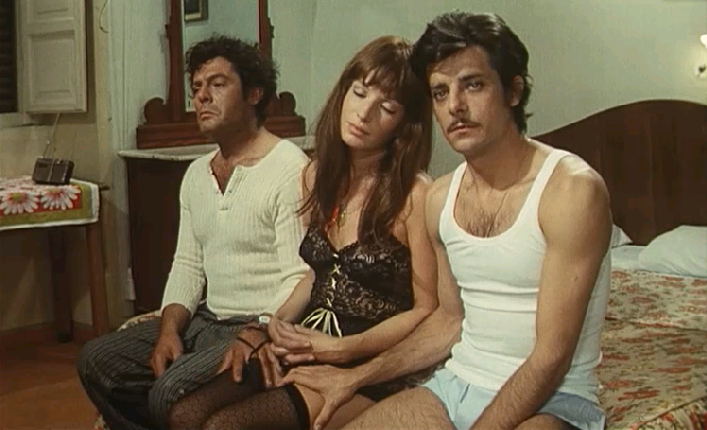
Марчелло Мастроянні (ліворуч), Моніка Вітті і Джанкарло Джанніні. Фільм «Драма ревнощів» (1970)

У травні 1968 року Моніку Вітті призначили головою журі на 21-му Каннському кінофестивалі. Але через травневі заворушення у Франції фестиваль був закритий, жоден фільм не отримав нагороду. Окрім Вітті, до журі тоді були включені Луї Маль, Роман Полянський та Теренс Янг.
1969 року Вітті, разом з Робером Оссейном та Морісом Роне, знялась у комедійній драмі Жана Валера «Червона жінка», вона зіграла жінку, яка вирішує вбити свого чоловіка, що зрадив її, і покінчити з собою.

### Зірка «комедій по-італійськи»
У 1970-х роках Вітті стала зіркою численних «комедій по-італійськи», низка з яких принесла їй різні кінонагороди. 1970 року вийшло три стрічки з нею. Комедійна драма «Драма ревнощів» Етторе Сколи стала однією з найуспішніших стрічок Вітті у 1970-х роках, що принесла їй нагороду «Золотий глобус» як «Найкращій акторці». Вона виконала роль квіткарки, Аделаїди, у яку одночасно закохуються робітник-комуніст та працівник піцерії (яких відповідно зіграли Марчелло Мастроянні та Джанкарло Джанніні), що призводить до ревнощів та трагічних наслідків. Поряд з попередніми картинами акторки «Убий мене швидше, мені холодно» та «Дівчина з пістолетом», «Драма ревнощів» теж мала міжнародний успіх, у США вона вийшла під назвою «Трикутник піци». У комедії Марчелло Фондато «Ніні Тірабушо» Вітті зіграла співачку і танцівницю кабаре, Марію Сарті. Фільм зняли за біографічним романом «Жінка, яка винайшла кохання» 1915 року про співачку та акторку Марію Кампі. За цю роль Вітті 1971 року отримала нагороду «Давид ді Донателло» за «Найкращу головну роль». Массімо Бертареллі у виданні «Il Giornale» писав: «Моніка Вітті, звільнившись від смертельних пут Мікеланджело Антоніоні, дає волю своїй новознайденій свободі з надмірним розмахом». Драма угорського режисера Міклоша Янчо «Пацифістка», де Вітті зіграла журналістку-антифашистку, — не мала успіху; критик Паоло Мерегетті називав її «кричущим провалом» та «найгіршим фільмом Янчо»; а видання «Segnalazioni Cinematografiche» писало, що «тема насильства» фільму «обігрується з надлишком символізму, що сплощає дію та позбавляє її чіткості й гостроти».
Станом на початок 1970-х років, за свідченням міланського видання «Кінокур'єр», Вітті стала акторкою «номер один» італійського кіно. Критик Массімо Міда на сторінках журналу «Драма» цього часу писав: «„Драма ревнощів“ і „Ніні Тирабушо“, — обидва витримані в традиціях справжнісінького дивізму колишніх змін. Особливо другий, у якому акторка наділяє свій персонаж усіма чеснотами кінозірки, що знаходиться в зеніті слави: тут і танці, і співи, і пишні костюми, і патетика, і мелодрама — загалом, повний набір атрибутів, які перетворюють Моніку Вітті на „зірку“».
Крім цього, протягом 1970-х років Вітті була частим гостем на телебаченні, акторка з'являлася у таких передачах як «Cinema '70» (1970), «Teatro 10» (1972), а у «Milleluci» (1974) році вона виступала з Раффаеллою Каррою і Міною, де виконала з ними пісню «Bellezze al bagno» й інсценувала хореографію, протягом якої використовувала епізоди з фільму «Ніні Тірабушо». Окрім цього вийшли передачі, присвячені її життю «Одеон в гостях у Моніки Вітті» (1977) і «Ми кажемо жінка: Моніка Вітті та сестра Аннамарія» (1979). 1978 року вона знялася в комедійній телевиставі за твором Едуардо де Філіппо «Циліндр» 1978 року.
Наступна комедія «Суперсвідок» Франко Джиральді 1971 року, де Вітті зіграла жінку-свідка у справі про вбивство повії, яка закохался у підозрювного (у виконанні Уго Тоньяцці), принесла акторці нагороду «Золотий глобус» за «Найкращу головну роль», тоді як сам фільм отримав невисокі оцінки критиків.
1973 року Вітті разом з Джіджі Проєтті та Вітторіо Ґассманом зіграла головну героїню у музичній драматичній комедії «Тоска», яка була екранізацією однойменної оперної п'єси драматурга Віктор'єна Сарду. «Тоска» принесла акторці нагороду «Золотий глобус» за «Найкращу головну роль», тоді як самій стрічці критики дали не високі оцінки. Того ж року вийшла ще одна музична комедія «Зоряний пил», знята Альберто Сорді, за яку акторку теж нагородили, вона отримала «Давида ді Донателло» за «Найкращу головну роль». Сорді та Вітті зіграли двох акторів кабаре, Міммо Адамі та Дею Дані, які намагаються звести кінці з кінцями під час Другої світової війни. Критик Каллісто Косуліч писав в «Paese Sera», що Сорді та Вітті були «вдало підібраною та дуже ефективною парою»; також оглядачі відзначали, що обидва актори доповнювали один одного своєю здатністю змішувати трагічну маску з комічною. Окрім цього Сорді написав і виконав у фільмі в дуеті з Вітті пісню «Ma 'n do' ... Haway?», яка стала знаменитою.
Також у 1970-х роках Вітті продовжувала зніматися в комедіях, що складалися з кількох новел: «Пари» (1970), «Ось які ми жінки» (1971), «Лише б не дізналися всі навколо!» (1975), «Живи веселіше, розважайся з нами» (1978), «Дикі ліжка» (1979). Однак найуспішнішою комедією стала стрічка французько-мексиканського режисера Луїса Бунюеля «Привид свободи» (1974), яка складалася із серії сюрреалістичних епізодів на різні теми, не пов'язаних між собою. Стрічка отримала визнання критиків і вважається одним з найкращих фільмів Бунюеля; а для самої Вітті це був її останній великий міжнародний успіх. 

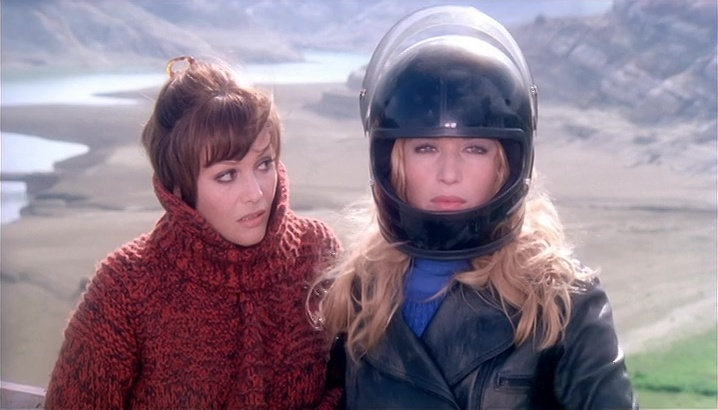
Моніка Вітті і Клаудія Кардінале у фільмі «Так починається пригода» (1975)

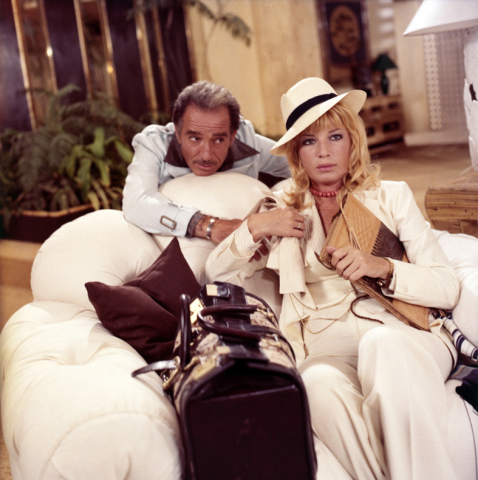
Моніка Вітті і Уго Тоньяцці у фільмі «Качка під апельсиновим соусом» (1975)

В середині 1970-х років Вітті зіграла у трьох комедіях Карло Ді Пальми, з яким у неї були тоді близькі стосунки. Першою їхньою стрічкою стала «Тереза — злодійка» 1973 року, яка втім отримала низькі оцінки критиків. У роуд-муві в італійському стилі «Так починається пригода» 1975 року Вітті зіграла байкерку, яка разом зі своєю компаньйонкою (у виконанні Клаудії Кардінале), подорожує на мотоциклі «Honda» у чорному шкіряному костюмі Італією. Останній фільм у співпраці Вітті з цим режисером, «Мімі Блюетт» 1976 року, де вона зіграла танцівницю-улюбленицю парижан.
Крім стрічки «Так починається пригода», 1975 року на екран вийшло ще дві комедії з Вітті. У лютому вийшов фільм «Дозор любові приходить рівно опівночі» Марчелло Фондато, де вона зіграла разом з Клаудією Кардінале, Вітторіо Гассманом, Ренато Поццетто, Джанкарло Джанніні. Стрічка мала великий касовий успіх, збори від неї склали понад 4 мільярди лір, вона посіла четверте місце в кіносезоні 1974—75 років. А випущений в грудні фільм Лучано Сальче «Качка під апельсиновим соусом», де вона зіграла разом з Уго Тоньяцці, Барбарою Буше і Джоном Річардсоном, — приніс акторці одразу дві нагороди: «Давид ді Донателло» за «Найкращу жіночу роль» і «Срібну стрічку».
Її наступною стрічкою після «Мімі Блюетт» стала комедія Франко Россі «Інша половина неба» 1977 року. Адріано Челентано зіграв у фільмі роль священника, Дона Вінченцо, який, несучи службу в австралійському шахтарському містечку, намагається викупити у місцевого сутенера повію, сицилійку Сюзанну Макалузо, у виконанні Вітті.
1978 року Вітті знялася у комедії «Кохані мої» режисера Стено, яка стала однією із найуспішніших у її кар'єрі. Фільм став не лише одним із найпопулярніших в Італії протягом сезону 1978—79 років, але й приніс акторці п'яту нагороду «Давид ді Донателло» за «Найкращу головну роль». Вітті зіграла жінку, що вирішила завести собі одразу двох чоловіків (у виконанні Джонні Дореллі і Енріко Марія Салерно), які також ділять між собою одну й ту саму повію (у виконанні Едвіж Фенек).
Крім цього, 1978 року Вітті вирішила трохи відійти від свого комедійного амплуа, зігравши у політичній драмі французького режисера Андре Каятта «В інтересах держави», яка не отримала високих оцінок критиків. Вона зіграла Анджеллу Равеллі, соратницю професора Моро, якого вбивають за викриття ним французьких високопосадовців, винних у загибелі африканських дітей. Після загибелі Моро, Анджела бере на себе його справу за що теж гине.
1979 року Вітті в дуеті з голлівудським актором Кітом Керрадайном знялася в романтичній комедії Майкла Рітчі «Майже ідеальний роман». Акторська гра Вітті отримала високу оцінку критиків, зокрема Девіда Ансена з «Newsweek», який писав, що «Одкровенням фільму є те, що горласта, гламурна Вітті — чудова комедіантка — шикарна Маньяні, що кипить земними, чуттєвими пустощами та заразливим піднесеним настроєм». Тоді як сама стрічка отримала змішані відгуки критиків: одні хвалили її, називаючи приємною розважальною картиною, зокрема видання «The Globe and Mail» описало її «чудово зрежисованим, добре збалансованим фільмом»; а решта — вважала її доволі слабкою і не запам'ятовуваною . Це був другий англомовний та останній фільм акторки іноземного виробництва. У статті «The New York Times» цього періоду повідомлялося, що Вітті чинила опір зйомкам в американських фільмах, оскільки їй не подобалися довгі подорожі, особливо літаками, і вважала, що її англійська недостатньо досконала. Небажання Вітті залишати межі Європи було настільки сильним, що компанії «Paramount Pictures» довелося скасувати перший етап рекламної кампанії фільму в США. Після виходу фільм не мав комерційного успіху, через що «Paramount Pictures» його швидко зняла з прокату, на сьогодні він вважається забутим.

### Останні ролі і режисерський дебют
1980 року вона вперше знялсь у Серджо Корбуччі, у фільмі «Не хочу тебе більше знати, коханий», де зіграла роль жінки, що перестала впізнавати свого чоловіка (Джонні Дореллі), і почала вважати ним психіатра, який її лікував (Джіджі Проєтті).
У 1980-х Вітті повернулася до співпраці з Мікеланджело Антоніоні, зігравши у «Таємниці Обервальда» (1980), та з Альберто Сорді, зігравши разом з ним у його фільмі «Я знаю, що ти знаєш, що я знаю» (1982). Комедія Сорді мала успіх, за визначенням оглядачів вона підіймала реальні проблеми суспільства, зокрема: зміщення головної ролі чоловіка в сім'ї на жінку та її емансипації, й наркоманії серед молоді. Також була оцінена акторська багатогранність Вітті, де вона зіграла жінку з «двома обличчами», яка веде себе одноманітно у сімейному житті й повністю змінює свою позицію у суспільному житті. Тоді як мелодрама «Таємниця Обервальда» не мала успіху. Фільм, де акторка зіграла королеву, яку намагаються вбити, була сприйнята як своєрідна «кода» її кінокар'єри. Картина отримала неоднозначні відгуки: одні звинувачували режисера у зраді традицій реалістичного італійського кіно, інші вихваляли його сміливість у прийнятті нових технічних викликів.
Найуспішнішою комедію 1980-х років, стала стрічка «Готельний номер» (1981) Маріо Монічеллі, де вона грала з Вітторіо Ґассманом, ця роль принесла їй нагороду «Золотий глобус» за найкращу роль.
Потім вона знялася у двох фільмах режисера-новачка Роберто Руссо, з яким згодом одружилася. Вітті брала участь у написанні сценаріїв до обидвох фільмів Руссо. За участь у його гротескній комедії «Флірт» 1983 року, де Вітті разом зі швейцарським актором Жаном-Люком Бідо зіграла подружню пару, вона отримала нагороду «Срібний ведмідь» «Найкращій акторці» на Берлінському фестивалі. Фільм отримав різні відгуки; Джованні Грацціні давав у виданні «Cinema '83» схвальну оцінку режисерській роботі Руссо; а видання «Segnocinema» зазначало, що сценарій фільму «слабкий, у багатьох частинах невдалий», а гра акторів, починаючи з Вітті, була представлена «лише гарним зразком академічної манери». А наступна трагічна драма «Франческа і я» (1986) стала для акторки невдалою спробою змінити своє комедійне амплуа. Вітті зіграла Франческу, одружену жінку середнього віку, що несподівано підібрала на вулиці сильно травмованого молодого чоловіка, який надалі закохується в неї. Надалі чоловік вбиває Франческу після низки її відмов йому у взаємності. Критика прохолодно зустріла фільм, зокрема Джованні Грацціні писав у «Il Corriere della Sera»: «Крок назад, на жаль, на шляху, який розпочала Моніка Вітті у „Флірті“, щоб стати авторкою».

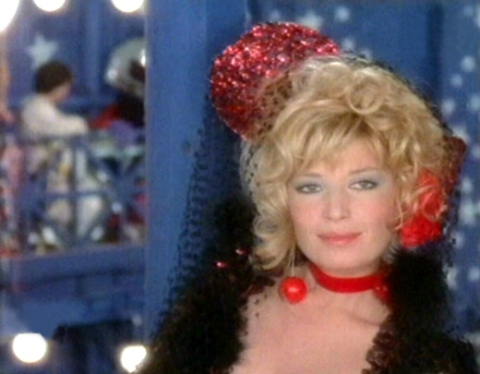
Моніка Вітті (Тіна) у фільмі «Дозор любові приходить рівно опівночі» (1975)

1984 року Міністр культури Франції Жак Ланг вручив Моніці Вітті Орден Мистецтв та літератури. Відзначаючи внесок акторки в оновлення італійського кіно, міністр сказав: «Нам потрібно, щоб італійське кіно знову набуло здоров'я, а французьке кіно не залишилося островом посеред інших європейських країн». Окрім цього, тоді Вітті була вшанована тим, що поставила відбитки своїх рук, підпис і автограф на тротуарі біля Палацу фестивалів у Каннах. У червні того року Вітті брала участь в почесній варті на похоронах секретаря Італійської комуністичної партії Енріко Берлінгуера разом с такими персонами італійського кіно, як Федеріко Фелліні і Марчелло Мастроянні. З середини 1980-х років Вітті відійшла від знімання в кіно та більше зосередилася на викладанні акторської майстерності та театральній роботі, де грала у таких виставах, як «Дивна парочка» (1987) і «Головна сторінка» (1988). 1988 року престижна французька газета «Le Monde» зробила велику помилку, опублікувавши на першій сторінці новину про смерть Вітті, яка настала «в результаті самогубства з барбітуратами». Потім акторка з почуттям гумору заперечувала цю новину. У тому ж році вона знялася з Ораціо Орландо у відеокліпі до пісні «Ma chi è quello lì» Міни.
1990 року Вітті дебютувала як режисерка у фільмі «Таємний скандал», до якого вона написала сценарій і зіграла головну роль, разом з Катрін Спаак, це була її остання поява на великому екрані. Хоча «Таємний скандал» отримав схвальні відгуки критики, він був комерційно провальним й ознаменував завершення кінокар'єри Вітті. 1992 року акторка знімалася в телесеріалі «А ти мене любиш?» разом з Джонні Дореллі, в якому вона грала роль соціальної працівниці. У сезоні 1993—1994 років вона брала участь у передачі «У неділю» на телеканалі Rai 1. 1995 року на Венеціанському кінофестивалі акторка з рук Мартіна Скорсезе отримала «Золотого лева» за внесок у кінематограф. Цього періоду Вітті опублікувала дві автобіографії «Сім спідниць» («Sette sottane») (1993) і «Трояндове ліжко» («Il letto è una rosa») (1995).

### Останні роки

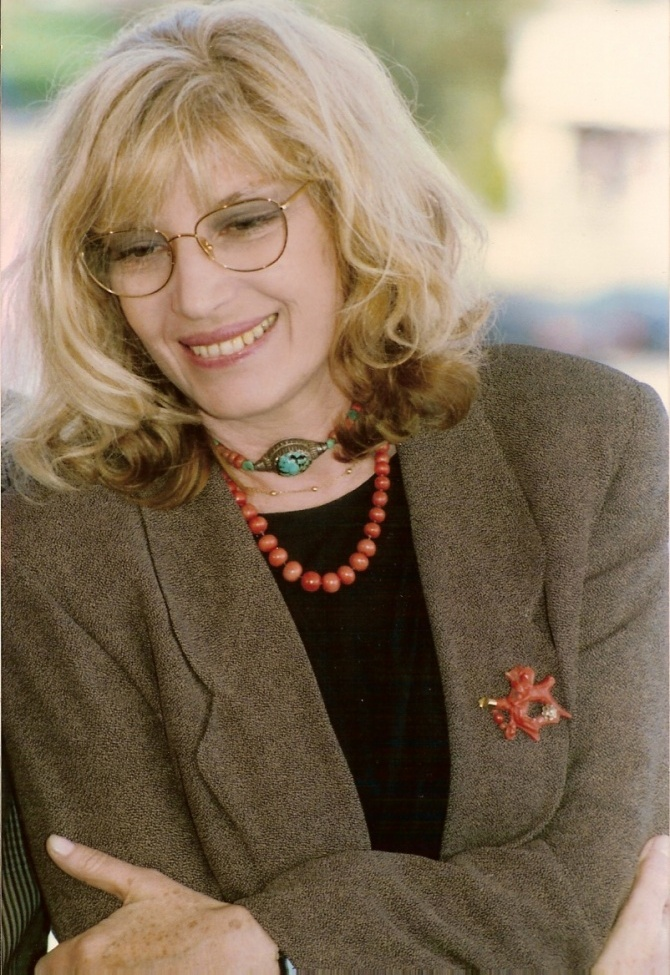
Моніка Вітті, 1990 рік

15 червня 2000 року Моніка взяла участь в урочистостях з нагоди 80-річчя Альберто Сорді, а 24 червня того ж року, вона разом з іншими колегами, взяла участь в урочистостях з нагоди нагородження сценаристки Сузо Чеккі д'Аміко премією «Золотий глобус», що проходили у студії «Чінечітта». У грудні 2000 року в Соборі Святого Петра, у Ватикані, разом з іншими відомими акторами Вітті брала участь у святкуванні Великого Ювілею — свята милосердя й прощення гріхів. У квітні 2001 року вона брала участь в урочистостях, присвячених володарям премії «Давид ді Донателло», що відбувались у Квіринальському палаці. Того ж місяця вона разом зі своїм чоловіком Роберто Руссо брала участь у з'їзді лівоцентристської коаліції Романо Проді «Оливкове дерево».
У березні 2002 року Вітті востаннє дала інтерв'ю і з'явилася на публіці на показі вистави «Нотр-Дам де Парі». Фотографи з різних видань тоді зробили останню серію знімків акторки на вулицях Рима, а потім у Сабаудії, в компанії з її чоловіком. 2002 року, у зв'язку з погіршенням стану здоров'я, Вітті вийшла на пенсію. Надалі акторка більше не з'являлася на публіці і вела замкнутий спосіб життя через важку хворобу, проживаючи у своєму римському будинку. У новинах 6 листопада 2003 року повідомлялося про госпіталізацію акторки з приводу перелому стегнової кістки.
У жовтні 2011 року на шостому Римському міжнародному кінофестивалі було представлено біографічну книгу «La dolce Vitti» («Солодка Вітті»), яку випустила студія «Чінечітта» і яка була присвячена Вітті. Того ж дня на фестивалі були показані фільми акторки «Драма ревнощів» і «Таємний скандал».
2016 року Роберто Руссо спростував неправдиві чутки, які тоді поширювалися серед публіки, щодо госпіталізації Вітті через прогресування хвороби в клініку у Швейцарії, при цьому він заявив, що на цей момент акторка жила у своєму римського будинку й дбала про свого чоловіка і піклувальника.
2021 року, з нагоди 90-річчя, Моніці Вітті був присвячений документальний фільм «Вітті мистецтва, Вітті любові», знятий Фабріціо Коралло за сприяння телерадіокомпанії RAI, прем'єра якого відбулася на Римському кінофестивалі того ж року, а потім транслювався на каналі Rai 3.

### Смерть

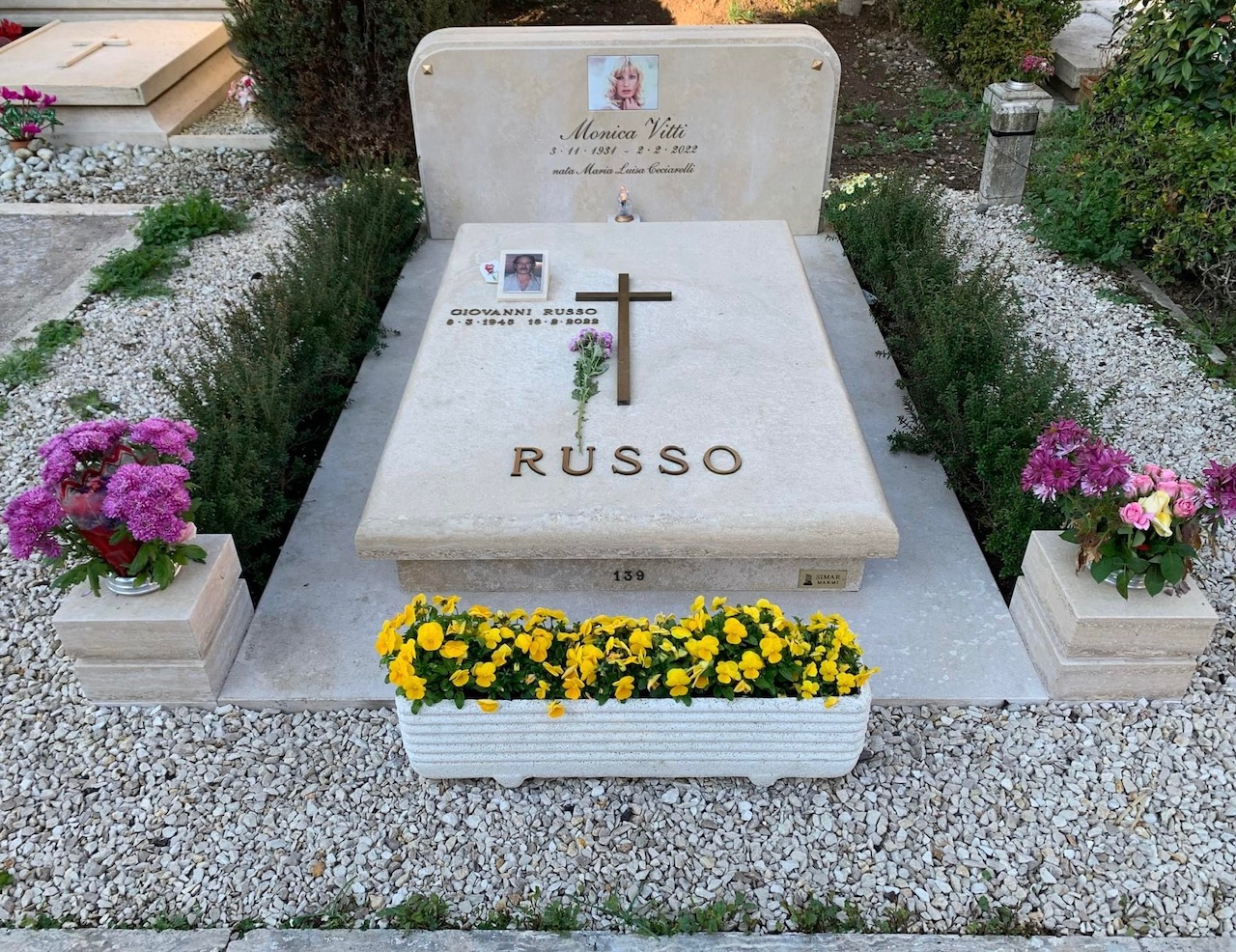
Могила Моніки Вітті на кладовищі Верано

Моніка Вітті померла 2 лютого 2022 року у своєму будинку у Римі в 90-річному віці від ускладнень, викликаних хворобою Альцгеймера, від якої вона страждала з 2002 року. Про смерть акторки вперше повідомив колишній міністр культури Італії Вальтер Вельтроні, у своєму Твіттері він писав: «Роберто Руссо, її партнер усі ці роки, просить мене повідомити, що Моніки Вітті більше немає. Я відчуваю біль, ніжність, жаль». Прем'єр-міністр Італії Маріо Драґі своєю чергою заявив, що завдяки їй «італійський кінематограф сяяв по всьому світі». «Маючи гострий розум та неймовірний талант, вона підкорила серця кількох поколінь італійців своїм духом, майстерністю та красою», — додав він. Звістка про смерть Вітті широко висвітлювалася у міжнародній пресі та ЗМІ, зокрема США, Франції, Італії, Іспанії, Німеччини, Великої Британії. 4 лютого відбулося прощання з акторкою у Палаці сенаторів, а наступного дня відбулися похорони, які транслювалися в прямому ефірі каналу Rai 1. Після безлічі підношень і релігійної церемонії в базиліці Санта-Марія-ін-Монтесанто на площі П'яцца-дель-Пополо у Римі, Вітті поховали на кладовищі Верано.

## Особисте життя
Протягом життя Моніка Вітті мала троє тривалих романтичних стосунків. З 1957 року вона мала стосунки з Мікеланджело Антоніоні, якого привабила її нестандартна краса з поглядом «в собі» та неправильними рисами обличчя, яке він пізніше назвав «обличчям пожирачки чоловіків». Антоніоні пропонував Вітті шлюб, але вона відмовила і розірвала з ним стосунки 1967 року, після того як він зняв у свому фільмі «Фотозбільшення» Ванессу Редґрейв замість неї. Також з Вітті намагався почати роман Ален Делон протягом знімання у фільмі «Затемнення», але вона проігнорувала його. Надалі, після стосунків з кінооператором та режисером Карло Ді Пальма, які тривали у першій половині 1970-х, 1975 року Вітті познайомилася з режисером Роберто Руссо, молодшим за неї на 15 років, з яким одружилася 28 вересня 2000 року. Дітей Вітті не мала, що надалі вона аргументувала словами:
Дитинство та юність для мене – синонім страждання… Моя мама була ідеальною жінкою. Їй зобов'язана тим, яка я. Вона виховала в мені волю, уміння чинити опір, найдавніше почуття скромності і моральності. Але вона була нещасною жінкою, і в мене виникло відчуття, що сім'я — це хворобливе обмеження, виснажливе зусилля, яке приречене на провал. Я сказала собі: я не потраплю у це, у мене ніколи не буде сім'ї, у мене не буде дітей. Я дуже рано так вирішила

## Голос та дубляж
Моніка Вітті мала незвичайний низький голос з «насмішливою» хрипотою, який заважав їй поступити в Академію, проте ідеально підходив для дублювання фільмів. Її голосом розмовляли: персонаж Аскенца у фільмі П'єра Паоло Пазоліні «Аккатоне» (1961), акторка Роззана Рорі у комедії Маріо Монічеллі «Зловмисники, як завжди, залишилися невідомими» (1958) і Доріан Грей у драмі Мікеланджело Антоніоні «Крик» (1957). Згодом акторка казала: «Монічеллі змушував мене озвучувати алкоголіків, Пазоліні — голоси жебраків, Фелліні — голоси старих повій». Крім того, її голосом говорив персонаж Даліла у фільмі «Дивись хто тепер говорить» (1993) замість Даян Кітон в оригінальній версії. Тоді як Вітті дублювала Вітторія Феббі у фільмі Міклоша Янчо «Пацифістка» (1970).

## Оцінка творчості

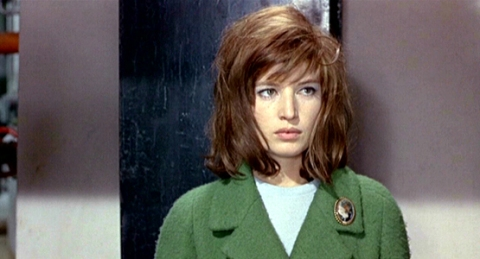
Моніка Вітті, фільм «Червона пустеля» (1964)

Моніка Вітті за свою 35 річну кінокар'єру знялася у понад п'ятидесяти фільмах й вважається однією з видатних італійських акторок в історії кінематографа, яка здобула міжнародне визнання. Вона прославилася не лише як драматична, але й комедійна акторка, яка значно вплинула на історію італійського кіно. На знімальному майданчику Вітті працювала з цілою низкою знаменитих акторів, серед як були: Робер Оссейн, Марчелло Мастроянні, Джанкарло Джанніні, Вітторіо Ґассман, Клаудія Кардінале, Уго Тоньяцці, Адріано Челентано, Едвіж Фенек, Джонні Дореллі. Але найбільшу народну популярність принесли її акторські дуети з Альберто Сорді.
Режисер Мікелланджело Антоніоні, який запросив Вітті на знімання у свої новаторські кінодрами, де акторка втілила «відчужених героїнь», що принесли їй першу славу та зробили зіркою італійського неореалізму, зазначав, що вона мала надзвичайний професіоналізм, вміла грати драматичні і комічні ролі, на телебаченні, в театрі та кіно.
Вітті часто називають «королевою» та «іконою» італійського кіно та символом епохи 1960-х років, зокрема ці титули лунали у низці міжнародних видань. «Нью-Йорк Таймз» писала: «Чуттєва і водночас інтелектуальна, вона залишила свій слід на міжнародній арені 1960-х років, коли такі далекоглядні режисери, як Мікеланджело Антоніоні, змінювали кіноландшафт». Газета «Вашингтон пост» назвала акторку «символом італійського шарму» і що вона «посіла гідне місце в авторському кіно як муза Мікеланджело Антоніоні, а потім перевизначила себе як яскрава комедійна акторка». Також це видання відзначало її «чуттєвий шарм» з «гнучкою статурою, хрипким голосом і світлим, засмаглим від сонця волоссям». Французьке видання «Ле Монд» називало Вітті «візуальним символом 60-х» та «іконою фільмів про некомунікабельність та відчуженість». Для іншої французької газети «Ле фігаро» Вітті була «музою Антоніоні, що уособлювала героїню інтелектуального руху 1960-х, перед тим як вирушити в комедію-„дефініта“ дивовижною фотогенічною білявкою». Іспанська газета «Ель Паїс» назвала Вітті «емансипованою та розкутою італійкою», «антидівою італійського кіно» й «інтерпретаторкою», яка здатна однаково «переміщатися» між трагедією та комедією, й ставати при цьому «іконою стилю» завдяки своїй індивідуальності та «потужному іміджу».
Пані Вітті вийшла на міжнародну арену, коли всі погляди були звернені до Європи, де нове покоління режисерів-візіонерів переробляло ландшафт, особливо у Франції та Італії. Її різкі, патриціанські риси обличчя та відчужена поведінка створили візуальний та стилістичний контрапункт хтивості робітничого класу провідних італійських акторок того періоду, серед яких Софі Лорен та Анна Маньяні— «Нью-Йорк Таймз»

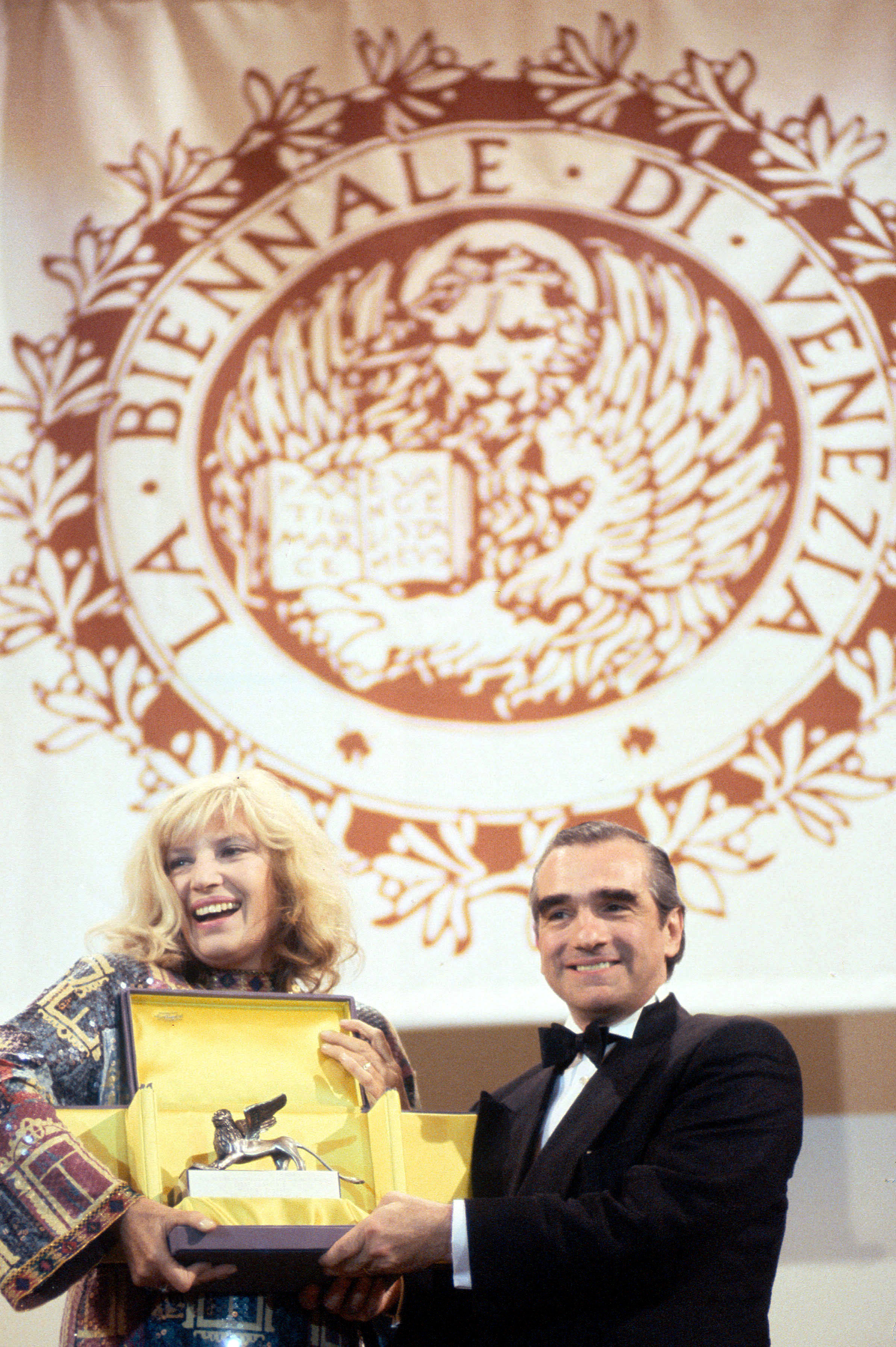
Мартін Скорсезе вручає Моніці Вітті «Золотого лева» на Венеційському кінофестивалі (1995)

Оглядачами часто відзначали акторську багатоплановість Вітті. Якщо у драматичних ролях у фільмах Антоніоні Вітті досліджувала «внутрішні терзання» жіночої натури, то у своїх комедійних ролях акторка втілювала образи персонажів-емансипаторів, здатних критикувати істеблішмент та італійське суспільство. Зокрема, сайт кінопремії «Золотий глобус» так характеризує акторку:
Вона вважається єдиною акторкою у своєму поколінні, здатною передати повний спектр жіночих персонажів італійського кіно: від невротичної буржуазної жінки, нездатної спілкуватися в Антоніоні, до спокушеної та зрадженої сицилійки, яка летить до Лондона, щоб помститися, до демонструючої свої свободи, галасливої селянки із заразливим сміхом поряд із Альберто Сорді. Вона була глибокою, загадковою, чуттєвою, смішною, ітелігентною, популярною, меланхолійною, розумною і завжди неймовірно красивою. Як сьогодні кажуть італійці на честь цієї великої акторки: «Стільки жінок в одній Моніці: одна, жодної і сто тисяч»
Акторка також мала хорошу здатність до перевтілення на екрані, про що Антоніоні писав:
Перед тим, як знімати фільм „Червона пустеля“, я спостерігав багатьох нервово-хворих людей у клініках і поза клінікою, і мені здається, що я їх побачив в обличчі Джуліани. Небагатьом акторкам це вдалося передати так, як Вітті. Після перегляду фільму один психіатр сказав, що поведінка героїні з клінічної точки зору передається акторкою з винятковою точністю
Після фільмів Антоніоні, Вітті закріпила свою популярність участю у понад сорока кінокомедіях. Вона зробила великий внесок у розвиток жанру «комедії по-італійськи», через що отримала статус «королеви комедії по-італійськи». Вітті була однією з перших жінок, які стали зірками комедій, де до цього користувалися популяністю лише зірки чоловічої статі, зокрема Альберто Сорді, Ніно Манфреді, Вітторіо Ґассман, Уго Тоньяцці, Марчелло Мастроянні. Хоча акторка скептично відносилася до своєї зовнішності, але вона вважалася однією з найкрасивіших зірок італійського кіно, після співпраці з Антоніоні режисери часто запрошували її грати в комедіях фатальних жінок, інтриганок та простушок. З успіхом увійшовши в жанр комедії, Вітті також стала однією з перших акторок, які зуміли продемонструвати, що для того, щоб розсмішити людей на великому екрані, необов'язково бути неприємною або непривабливою. Коментуючи зовнішність видання «Ле фігаро» відзначало, що Вітті була «італійською білявкою», яку було важко не помітити серед інших її суперниць-акторок Італії, які маючи чорне волосся губилися одна між одною.
Cценаристка Барбара Альберті, якій довелося працювати з Вітті, казала, що вона першою зробила революцію в жіночому гуморі, оскільки до неї жінки, щоб стати комедіанткою, повинні були бути некрасивими і старими, а також проклала шлях для комедіанток сьогодення, зокрема Паоли Кортеллезі, Сабіни Гуццанті та Катеріни Гуццанті Тоді як Клаудія Кардінале навпаки не дуже подобалася праця з нею: «Робота з Вітті була не найкращим досвідом. Вона була заворожуючою. Сильною, активною, але вона була менш схильною до того, щоб ділити сцену з іншою жінкою, ніж я. Між нами не було ворожнечі, але й не було початку справжньої дружби».

## Виконання пісень

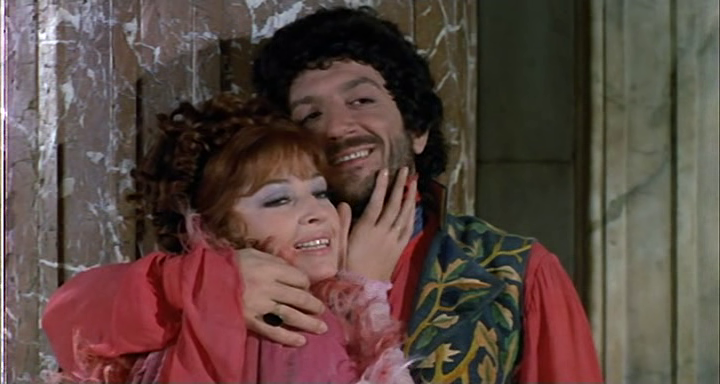
Моніка Вітті і Джіджі Проєтті у фільмі «Тоска» (1973)

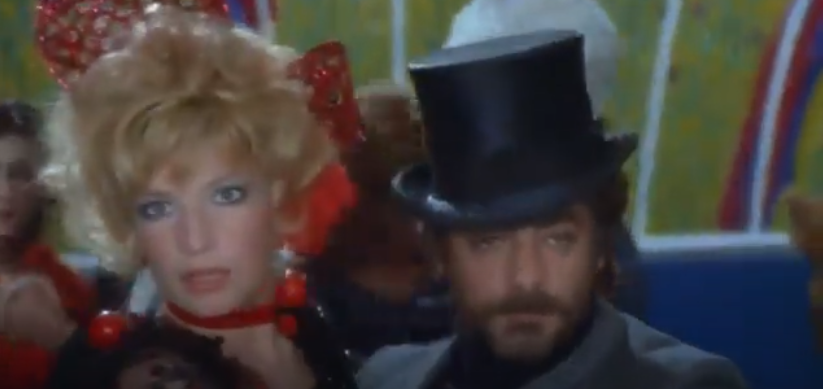
Моніка Вітті і Джанкарло Джанніні у фільмі «Дозор любові приходить рівно опівночі» (1975)

У своїх фільмах та на телебаченні Моніка Віті іноді виконувала пісні. Зокрема, 1982 року вийшла платівка з піснями у виконанні Вітті, «Dalle Colonne Sonore Originali Dei Flm Di Monica Vitti». Платівка містила саундтерки з її фільмів: «Дівчина з пістолетом» (дует з Карло Джуффре, пісня «E Allora Si»), «Любове моя, допоможи мені», «Драма ревнощів» (дует з Марчелло Мастроянні, пісня «Se Tu Mi Lasceresti»), «Ніні Тірабушо», «Зоряний пил» (дуети з Альберто Сорді, пісні «L'Amore E' Un Treno» і «Ma 'Ndo' … Hawaii»), але найбільше пісень вона виконала у «Тосці» (дуети з Джіджі Проєтті, Умберто Орсіні, Вітторіо Ґассманом, Фіоренцо Фіорентіні). На телебаченні вона часто співала в дуеті з різними виконавцями, зокрема з «Camaleonti», Хором Нори Орланді, Джанною Нанніні (пісня «Fotoromanza» 1985), Енцо Янначчі (пісня «Passine Mia»). Окрім цього композитор Паоло Конте присвятив Вітті пісню «Avanti blonde», яку він виконав на передачі «Blitz» 1982 року, у присутності акторки. Японські виконавці Юзо Хайяші і «Salon '68», присвятили акторці свій альбом «Memory of Monica Vitti» 2005 року, а італійський дует «Le rosse» випустив пісню «Monica Vitti» 2009 року.

## Вшанування пам'яті
Незадовго до смерті Моніки Вітті, з нагоди її 90-річчя, 3 листопада 2021 року, на зовнішних та внутрішніх фасадах низки італійських інститутів та установ у різних країнах світу було встановлено культове зображення акторки на основі її приватної фотографії, зробленої під час знімання «Драми ревнощів» в будівлі Каса Папаніче, на знак визнання і данини поваги до її видатної кар'єри. Захід був задуманий онуком першого власника Каза Папаніче, яка є символом постмодерної італійської архітектури та кінематографа 1960-х років.

## Фільмографія

### Кіно
| Рік  | Назва українською мовою                | Назва мовою оригіналу                                 | Роль                                                                                           | Режисер                                                            |
| ---- | -------------------------------------- | ----------------------------------------------------- | ---------------------------------------------------------------------------------------------- | ------------------------------------------------------------------ |
| 1954 | Сміятися! Сміятися! Сміятися!          | Ridere! Ridere! Ridere!                               | Тереза                                                                                         | Едоардо Антон                                                      |
| 1955 | Адріана Лекуврер                       | Adriana Lecouvreur                                    | епізод                                                                                         | Гвідо Сальвіні                                                     |
| 1956 | Норкова шуба                           | Una pelliccia di visone                               | Луїза                                                                                          | Глауко Пеллегріні                                                  |
| 1958 | Трійця                                 | Le dritte                                             | Офелія                                                                                         | Маріо Амендола                                                     |
| 1960 | Пригода                                | L'avventura                                           | Клаудія                                                                                        | Мікеланджело Антоніоні                                             |
| 1961 | Ніч                                    | La notte                                              | Валентіна Джерардіні                                                                           | Мікеланджело Антоніоні                                             |
| 1962 | Затемнення                             | L'eclisse                                             | Вікторія                                                                                       | Мікеланджело Антоніоні                                             |
| 1962 | Чотири істини                          | Le quattro verità                                     | Мадлен                                                                                         | Алессандро Блазетті Ерве Бромбергер Рене Клер Луїс Гарсія Берланга |
| 1963 | Замок в Швеції                         | Château en Suède                                      | Елеонора                                                                                       | Роже Вадим                                                         |
| 1963 | Драже з перцем                         | Dragées au poivre                                     | грає саму себе                                                                                 | Жак Баратьє                                                        |
| 1964 | Вища невірність                        | Alta infedeltà                                        | Глорія                                                                                         | Маріо Монічеллі Еліо Петрі Франко Россі Лучано Сальче              |
| 1964 | Червона пустеля                        | Il Deserto Rosso                                      | Джуліана                                                                                       | Мікеланджело Антоніоні                                             |
| 1964 | Літаюча тарілка                        | Il disco volante                                      | Долорес                                                                                        | Тінто Брасс                                                        |
| 1965 | Лялечки                                | Le bambole                                            | Джованна                                                                                       | Мауро Болоньїні Луїджі Коменчіні Діно Різі Франко Россі            |
| 1966 | Феї                                    | Le Fate                                               | Сабіна                                                                                         | Мауро Болоньїні Маріо Монічеллі Антоніо П'єтранджелі Лучано Сальче |
| 1966 | Модесті Блейз                          | Modesty Blaise                                        | Модесті Блейз                                                                                  | Джозеф Лоузі                                                       |
| 1967 | Я одружився з тобою заради забави      | Ti ho sposato per allegria                            | Джуліана                                                                                       | Лучано Сальче                                                      |
| 1967 | Убий мене швидше, мені холодно         | Fai in fretta ad uccidermi… ho freddo!                | Джованна                                                                                       | Франческо Мазеллі                                                  |
| 1967 | Пояс цнотливості                       | La cintura di castità                                 | Боккадоро                                                                                      | Паскуале Феста Кампаніле                                           |
| 1968 | Дівчина з пістолетом                   | La ragazza con la pistola                             | Ассунта Патане                                                                                 | Маріо Монічеллі                                                    |
| 1969 | Червона жінка                          | La femme écarlate                                     | Єва                                                                                            | Жан Валер                                                          |
| 1969 | Любове моя, допоможи мені              | Amore mio aiutami                                     | Рафаелла                                                                                       | Альберто Сорді                                                     |
| 1970 | Драма ревнощів: усі деталі в хроніці   | Dramma della gelosia (tutti i particolari in cronaca) | Аделаїда                                                                                       | Етторе Скола                                                       |
| 1970 | Ніні Тірабушо: жінка, яка вигадала рух | Ninì Tirabusciò, la donna che inventò la mossa        | Ніні Тірабушо (Марія Сарті)                                                                    | Марчелло Фондато                                                   |
| 1970 | Пари                                   | Le coppie                                             | Адель/Джулія                                                                                   | Маріо Монічеллі Альберто Сорді Вітторіо де Сіка                    |
| 1970 | Пацифістка                             | La pacifista                                          | Барбара                                                                                        | Міклош Янчо                                                        |
| 1971 | Суперсвідок                            | La supertestimone                                     | Ізоліно Панто                                                                                  | Франко Джиральді                                                   |
| 1971 | Ось які ми жінки                       | Noi donne siamo fatte così                            | тарілочниця/Зої/Аннунціата/ Тереза/Альберта/Еліана/ Кетрін/Еріка/Пальміра/ Агата/Лаура/Фульвія | Діно Різі                                                          |
| 1972 | Порядок є порядок                      | Gli ordini sono ordini                                | Джорджія                                                                                       | Франко Джиральді                                                   |
| 1973 | Тоска                                  | La Tosca                                              | Флорія Тоска                                                                                   | Луїджі Маньї                                                       |
| 1973 | Зоряний пил                            | Polvere di stelle                                     | Деа Дані                                                                                       | Альберто Сорді                                                     |
| 1973 | Тереза — злодійка                      | Teresa la ladra                                       | Тереза                                                                                         | Карло Ді Пальма                                                    |
| 1974 | Привид свободи                         | Le fantôme de la liberté                              | мадам Фуко                                                                                     | Луїс Бунюель                                                       |
| 1975 | Качка під апельсиновим соусом          | L'anatra all'arancia                                  | Ліза Стефані                                                                                   | Лучано Сальче                                                      |
| 1975 | Дозор любові приходить рівно опівночі  | A mezzanotte va la ronda del piacere                  | Тіна Кандела                                                                                   | Марчелло Фондато                                                   |
| 1975 | Так починається пригода                | Qui comincia l'avventura                              | «Солодка»                                                                                      | Карло Ді Пальма                                                    |
| 1976 | Лише б не дізналися всі навколо!       | Basta che non si sappia in giro                       | Арманда/Ліа                                                                                    | Луїджі Коменчіні Нанні Лой Луїджі Маньї                            |
| 1976 | Мімі Блюетт... квітка в моєму саду     | Mimì Bluette… fiore del mio giardino                  | Мімі Блюетт                                                                                    | Карло Ді Пальма                                                    |
| 1977 | Інша половина неба                     | L'altra metà del cielo                                | Сусанна Макалузо                                                                               | Франко Россі                                                       |
| 1978 | Живи веселіше, розважайся з нами       | Per vivere meglio, divertitevi con noi                | Валентіна Контаріні                                                                            | Флавіо Могеріні                                                    |
| 1978 | В інтересах держави                    | La raison d'état                                      | Анджелла Равеллі                                                                               | Андре Каятт                                                        |
| 1978 | Кохані мої                             | Amori miei                                            | Анна Россі/Ліза Б'янкі                                                                         | Стено                                                              |
| 1979 | Дикі ліжка                             | Letti selvaggi                                        | Марія                                                                                          | Луїджі Дзампа                                                      |
| 1979 | Майже ідеальний роман                  | An Almost Perfect Affair                              | Марія Бароне                                                                                   | Майкл Рітчі                                                        |
| 1980 | Не хочу тебе більше знати, коханий     | Non ti conosco più amore                              | Луїза Мальп'єрі                                                                                | Серджо Корбуччі                                                    |
| 1980 | Таємниця Обервальда                    | Il mistero di Oberwald                                | королева                                                                                       | Мікеланджело Антоніоні                                             |
| 1981 | Готельний номер                        | Camera d'albergo                                      | Фламінія                                                                                       | Маріо Монічеллі                                                    |
| 1981 | Танго ревнощів                         | Il tango della gelosia                                | Лучія                                                                                          | Стено                                                              |
| 1982 | Я знаю, що ти знаєш, що я знаю         | Io so che tu sai che io so                            | Лівія Бонетті                                                                                  | Альберто Сорді                                                     |
| 1982 | Вибачте, якщо мало                     | Scusa se è poco                                       | Рената Адорні/Грація Сіріані                                                                   | Марко Вікаріо                                                      |
| 1983 | Флірт                                  | Flirt                                                 | Лаура                                                                                          | Роберто Руссо                                                      |
| 1986 | Франческа і я                          | Francesca è mia                                       | Франческа                                                                                      | Роберто Руссо                                                      |
| 1990 | Таємний скандал                        | Scandalo segreto                                      | Маргеріта                                                                                      | Моніка Вітті                                                       |

### Телевистави
- 1955 — «Плоди освіти» («I frutti dell'istruzione»), за Львом Толстим, режисер Клаудіо Фіно
- 1956 — «Єпископ» («L'alfiere»), мінісеріал, режисер Антон Джуліо Маяно
- 1956 — «Ці хлопці» («Questi ragazzi»), телефільм, режисер Клаудіо Фіно
- 1957 — «Ферменти» («Fermenti», або «Ah, Wilderness!»), телесеріал
- 1958 — «Шлях до успіху: „Підозріла дружина“» («La via del successo: „La moglie sospettosa“»)
- 1958 — «Тунель» («Il tunnel»), телефільм, режисер Джакомо Ваккарі
- 1958 — «Ведмідь і паша» («L'orso e il pascià»), режисер Лучано Сальче
- 1958 — «Мон Оріоль» («Mont Oriol»), мінісеріал, режисер Клаудіо Фіно
- 1959 — «Буржуазний пан» («Il borghese gentiluomo»), телефільм, режисер Джакомо Ваккарі
- 1962 — «Білі ночі» («Le notti bianche»), мінісеріал, режисер Вітторіо Коттафаві
- 1966 — «Зайчик і черепаха» («Le lièvre et la tortue»), телесеріал, епізод «Байки про фонтан» Ла Фонтена
- 1978 — «Циліндр» («Il cilindro»), телепроза, режисер Едуардо де Філіппо
- 1989 — «Дивна пара» («La strana coppia»), телефільм за Нейлом Саймоном, режисер Франка Валері
- 1992 — «А ти мене любиш?» («Ma tu mi vuoi bene?»), мінісеріал, режисер Марчелло Фондато

## Радіопроза Rai
- 1963 — «Прекрасні сабіни» («Le belle sabine»), режисер Марко Вісконті
- 1975 — «Брехун» («La bugiarda»), режисер Андреа Каміллері

## Телепередачі
- 1955 — «Я знаю, що ти маска» («Ti conosco mascherina»), вар'єте за участю Марчелло Маркезі, Вінченцо Рові, Джованні Моски і Вітторіо Метц, режисер Віто Молінарі (Programma Nazionale)
- 1960 — «Люди йдуть, люди приходять» («Gente che va, gente che viene»), режисер Енцо Трапані (Programma Nazionale)
- 1961 — «Інтерв'ю „Особистості“» («L'intervista a „Personalità“») (Rai)
- 1966 — «Студія один» («A Studio Uno») (Rai)
- 1968 — «Хроніки кіно і театру» («Cronache del cinema e del teatro») (Rai)
- 1969 — «25 годин на Місяці» («25 ore sulla Luna») (Rai)
- 1970 — «Кіно '70» («Cinema '70») (Rai)
- 1972 — «Театр 10» («A Teatro 10») (Rai)
- 1974 — «Мілелючі: з Міною та Рафаеллою у вар'єте „Купаючі красуні“» («Milleluci: con Mina e Raffaella in „Bellezze al bagno“») (Rai)
- 1974 — «Мілелючі: нечупара» («Milleluci: la sciantosa») (Rai)
- 1977 — «Tg2 Одеон вдома у Моніки Вітті» («Il Tg2 Odeon a casa di Monica Vitti») (Rai)
- 1979 — «Ми кажемо жінка: Моніка Вітті та сестра Аннамарія» («Si dice donna: Monica Vitti e Suor Annamaria») (Rai)
- 1980 — «Дещо про Моніку» («Qualcosa di Monica»), режисер Роберто Руссо (Rete 2)
- 1982 — «Бліц: учні Моніки Вітті в Академії драматичного мистецтва» («Blitz: gli allievi di Monica Vitti all'Accademia d'arte drammatica») (Rai)
- 1983 — «Втікач» («La fuggidiva»), режисери Моніка Вітті і Джузеппе Рінальді (Rai 3)
- 1985 — «Пристрасть моя» («Passione mia»), режисер Роберто Руссо (Rai 1)
- 1986 — «Моніка Вітті виграє Золоту призму» («Monica Vitti vince il Prisma d'Oro») (Rai)
- 1990 — «Моніка Вітті читає Октавіо Паза» («Monica Vitti legge Octavio Paz») (Rai)
- 1990 — «Моніка Вітті про „Таємничий скандал“» («Monica Vitti su „Scandalo segreto“») (Rai)
- 1993 — «Моніка Вітті про „Сім спідниць“» («Monica Vitti su „Sette sottane“») (Rai)
- 1993—1994 — «В неділю» («Domenica in»), режисер Адріано Борджоново (Rai 1)
- 1999 — «В алфавітному порядку» («In ordine alfabetico») (Canale 5)

## Нагороди і номінації

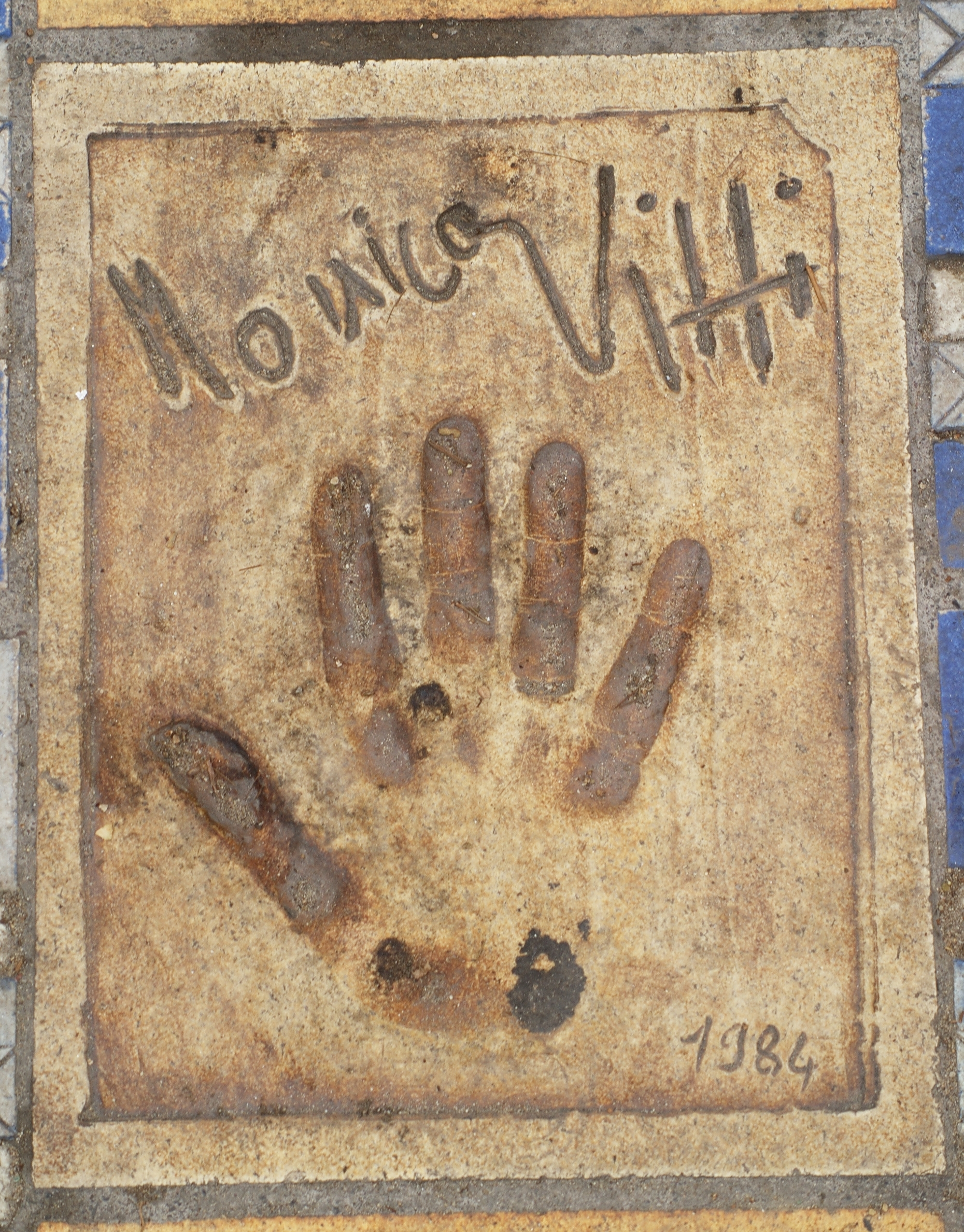
Відбитки, підпис і автограф Моніки Вітті на тротуарі біля Палац фестивалів та конгресів у Каннах

| Мистецька премія Таорміна | Мистецька премія Таорміна | Мистецька премія Таорміна | Мистецька премія Таорміна |
| Рік                       | Нагорода                  | Титул                     | Результат                 |
| ------------------------- | ------------------------- | ------------------------- | ------------------------- |
| 1965                      | Золотий апельсин          | Найкраща акторка          | Перемога                  |
| 1990                      | Золота харібда            | За кар'єру                | Перемога                  |

| Давид ді Донателло | Давид ді Донателло           | Давид ді Донателло            | Давид ді Донателло |
| Рік                | Нагороди і титули            | Фільм                         | Результат          |
| ------------------ | ---------------------------- | ----------------------------- | ------------------ |
| 1963               | Золота тарілка               | Чотири істини                 | Перемога           |
| 1969               | Найкраща головна жіноча роль | Дівчина з пістолетом          | Перемога           |
| 1971               | Найкраща головна жіноча роль | Ніні Тірабушо                 | Перемога           |
| 1974               | Найкраща головна жіноча роль | Зоряний пил                   | Перемога           |
| 1976               | Найкраща головна жіноча роль | Качка під апельсиновим соусом | Перемога           |
| 1979               | Найкраща головна жіноча роль | Кохані мої                    | Перемога           |
| 1984               | Золота тарілка               | За досягнення                 | Перемога           |
| 1983               | Найкраща головна жіноча роль | Флірт                         | Номінація          |
| 1989               | Премія «Аліталія»            | За досягнення                 | Перемога           |
| 1990               | Найкращий режисерський дебют | Таємний скандал               | Номінація          |

| Срібна стрічка | Срібна стрічка                     | Срібна стрічка                    | Срібна стрічка |
| Рік            | Титул                              | Фільм                             | Результат      |
| -------------- | ---------------------------------- | --------------------------------- | -------------- |
| 1961           | Найкраща жіноча роль               | Пригода                           | Номінація      |
| 1962           | Найкраща жіноча роль               | Ніч                               | Перемога       |
| 1963           | Найкраща жіноча роль               | Затемнення                        | Номінація      |
| 1965           | Найкраща жіноча роль другого плану | Вища невірність                   | Номінація      |
| 1967           | Найкраща жіноча роль               | Феї                               | Номінація      |
| 1968           | Найкраща жіноча роль               | Я одружився з тобою заради забави | Номінація      |
| 1969           | Найкраща жіноча роль               | Дівчина з пістолетом              | Перемога       |
| 1971           | Найкраща жіноча роль               | Ніні Тірабушо і Драма ревнощів    | Номінація      |
| 1974           | Найкраща жіноча роль               | Тереза — злодійка                 | Номінація      |
| 1976           | Найкраща жіноча роль               | Качка під апельсиновим соусом     | Перемога       |
| 1977           | Найкраща жіноча роль               | Інша половина неба                | Номінація      |
| 1984           | Найкраща жіноча роль               | Флірт                             | Номінація      |

| Золотий глобус | Золотий глобус               | Золотий глобус                    | Золотий глобус |
| Рік            | Титул                        | Фільм                             | Результат      |
| -------------- | ---------------------------- | --------------------------------- | -------------- |
| 1961           | Найкраща акторка             | Пригода                           | Перемога       |
| 1968           | Найкраща акторка             | Я одружився з тобою заради забави | Перемога       |
| 1969           | Найкраща акторка             | Дівчина з пістолетом              | Перемога       |
| 1970           | Найкраща акторка             | Драма ревнощів                    | Перемога       |
| 1971           | Найкраща акторка             | Суперсвідок                       | Перемога       |
| 1973           | Найкраща акторка             | Тоска                             | Перемога       |
| 1981           | Найкраща акторка             | Готельний номер                   | Перемога       |
| 1984           | Найкраща акторка             | Флірт                             | Перемога       |
| 1990           | Найкращий режисерський дебют | Таємний скандал                   | Перемога       |

| Венеційський кінофестиваль | Венеційський кінофестиваль | Венеційський кінофестиваль | Венеційський кінофестиваль |
| Рік                        | Нагорода                   | Титул                      | Результат                  |
| -------------------------- | -------------------------- | -------------------------- | -------------------------- |
| 1995                       | Золотий лев                | За кар'єру                 | Перемога                   |

| Золотий кубок | Золотий кубок    | Золотий кубок                            | Золотий кубок |
| Рік           | Титул            | Фільм                                    | Результат     |
| ------------- | ---------------- | ---------------------------------------- | ------------- |
| 1961          | Найкраща акторка | Пригода                                  | Перемога      |
| 1965          | Найкраща акторка | Червона пустеля                          | Перемога      |
| 1969          | Найкраща акторка | Дівчина з пістолетом                     | Перемога      |
| 1970          | Найкраща акторка | Любове моя, допоможи мені Драма Ревнощів | Перемога      |

| Міжнародний кінофестиваль у Сан-Себастьяні | Міжнародний кінофестиваль у Сан-Себастьяні | Міжнародний кінофестиваль у Сан-Себастьяні | Міжнародний кінофестиваль у Сан-Себастьяні | Міжнародний кінофестиваль у Сан-Себастьяні |
| Рік                                        | Нагорода                                   | Титул                                      | Фільм                                      | Результат                                  |
| ------------------------------------------ | ------------------------------------------ | ------------------------------------------ | ------------------------------------------ | ------------------------------------------ |
| 1968                                       | Срібна мушля                               | Найкраща акторка                           | Дівчина з пістолетом                       | Перемога                                   |

| Берлінський кінофестиваль | Берлінський кінофестиваль | Берлінський кінофестиваль | Берлінський кінофестиваль | Берлінський кінофестиваль |
| Рік                       | Нагорода                  | Титул                     | Фільм                     | Результат                 |
| ------------------------- | ------------------------- | ------------------------- | ------------------------- | ------------------------- |
| 1984                      | Срібний ведмідь           | Найкраща акторка          | Флірт                     | Перемога                  |

| BAFTA | BAFTA                     | BAFTA   | BAFTA     |
| Рік   | Титул                     | Фільм   | Результат |
| ----- | ------------------------- | ------- | --------- |
| 1961  | Найкраща іноземна акторка | Пригода | Номінація |

| Золота хлопавка | Золота хлопавка    | Золота хлопавка | Золота хлопавка |
| Рік             | Нагорода           | Результат       |                 |
| --------------- | ------------------ | --------------- | --------------- |
| 1987            | Премія за кар'єру  | Перемога        |                 |
| 1988            | Спеціальна тарілка | Перемога        |                 |

## Відзнаки
Італія
- Командор Ордена За заслуги перед Італійською Республікою («За ініціативою Президента Республіки», 9 жовтня 1984)[91]
- Великий офіцер Ордена За заслуги перед Італійською Республікою («За поданням Голови Ради Міністрів», 2 червня 1986)[92]
- Золота медаль муніципалітету Рим (1981)

Франція
- Орден Мистецтв та літератури (1984)